# سلاح الجو (النمسا)
القوات الجوية النمساوية هي جزء مكون من القوات المسلحة النمساوية.